# Vladimir Kazantsev
Vladimir Dmitrijevitsj Kazantsev (Russisch: Владимир Дмитриевич Казанцев) (Alexeyevka, (Oblast Saratov), 6 januari 1923 - Moskou, 22 november 2007) was een atleet uit de Sovjet-Unie, die gespecialiseerd was in de 3000 m steeple. 

## Biografie
Kazantsev nam deel aan de Olympische Spelen van 1952, waar hij een zilveren medaille behaalde op het onderdeel 3000 m steeple. Winnaar Horace Ashenfelter liep bij die gelegenheid een olympisch record.

## Titels
- Sovjet-kampioen 5000 m - 1948, 1950, 1951
- Sovjet-kampioen 10.000 m - 1951
- Sovjet-kampioen 3000 m steeple - 1950, 1951, 1952, 1953
- Sovjet-kampioen veldlopen - 1946

## Persoonlijke records
| Onderdeel      | Prestatie | Jaar |
| -------------- | --------- | ---- |
| 5000 m         | 14.08,8   | 1952 |
| 3000 m steeple | 8.48,6    | 1952 |

## Palmares

### 3000 m steeple
- 1952:  OS - 8.51,60